# Średni indeks zmian
Średni indeks zmian - informuje o zmianach wartości danej cechy, które zaszły z okresu na okres.

{\displaystyle {\overline {i_{G}}}={\sqrt[{n-1}]{\frac {y_{n}}{y_{1}}}}={\sqrt[{n-1}]{\prod _{t=2}^{n}i_{t/t-1}}}}
Komentarz:
- {\displaystyle ({\overline {i_{G}}}-1)\cdot 100\%} mówi, o ile procent przeciętnie wartości badanej cechy zmieniały się z okresu na okres.

Uwaga:
- {\displaystyle ({\overline {i_{G}}}-1)\cdot 100\%} nazywane jest również średnim tempem zmian.